# Kulture Yabra FC
Benny's Kulture Yabra Football Club – nieistniejący już belizeński klub piłkarski z siedzibą w mieście Belize City, w dystrykcie Belize. Funkcjonował w latach 1974–2005. Domowe mecze rozgrywał na obiekcie MCC Grounds.

## Osiągnięcia
- mistrzostwo Belize (3): 2000/2001, 2001/2002, 2003
- wicemistrzostwo Belize (1): 1991/1992
- mistrzostwo dystryktu Belize (1): 1999/2000

## Historia
Klub został założony 16 listopada 1974 pod nazwą Yabra Sporting Club (w skrócie Yabra SC), co czyni go czwartym najstarszym znanym klubem piłkarskim w Belize. Rzadziej źródła podają datę 14 czerwca 1983 jako początek jego funkcjonowania. Klub miał siedzibę w jednej z dzielnic Belize City, Yarborough Area (potocznie nazywanej „Yabra”), od której wziął swoją nazwę. Około 1985 roku zaczął brać udział w ligowych rozgrywkach, będąc sponsorowanym przez Lloyda „Bismarka” Arnolda. W 1991 roku pod nazwą Yabra Guinness wziął udział w historycznym, pierwszym sezonie ligi belizeńskiej mającym charakter półprofesjonalny (a nie, jak poprzednio, amatorski). Kilka lat później zmienił nazwę na Yabra Tropical. W 1999 roku właścicielem i głównym sponsorem klubu został Andrew „Pawpa” Brown, zaś rok później klub zmienił nazwę na Kulture Yabra FC (okazjonalnie zapisywany też jako Kulcha Yabra). 
Pod nazwą Kulture Yabra klub odniósł największe sukcesy w swojej historii, trzykrotnie zdobywając mistrzostwo Belize (2000/2001, 2001/2002, 2003). Ostatni z tych tytułów został wywalczony, gdy belizeńska liga BPFL nie była uznawana przez Belizeński Związek Piłki Nożnej, a co za tym idzie przez FIFA oraz CONCACAF. W 2004 roku Kulture Yabra reprezentował Belize w międzynarodowych rozgrywkach Copa Interclubes UNCAF (środkowoamerykańskich kwalifikacjach do Pucharu Mistrzów CONCACAF), gdzie uległ w pierwszej rundzie salwadorskiej Alianzie. Na początku XXI wieku wielu zawodników klubu występowało w reprezentacji Belize.
W ostatnich miesiącach działalności klub ze względów sponsorskich zmienił nazwę na Benny's Kulture Yabra FC. W 2005 roku zakończył swoją działalność. Kilka lat później byli zawodnicy klubu, właśnie pod nazwą Kulture Yabra, z powodzeniem brali udział w belizeńskich rozgrywkach oldbojów.

### Rozgrywki międzynarodowe
| Sezon | Rozgrywki              | Runda | Klub    | Dom | Wyjazd | Ogólnie |
| ----- | ---------------------- | ----- | ------- | --- | ------ | ------- |
| 2004  | Copa Interclubes UNCAF | 1R    | Alianza | 0–0 | 2–5    | 2–5     |

## Trenerzy
- Jerome „Peel Off” Mejia (ok. 1985)[5]
- Charlie Slusher (2000)[14]
- Jerome „Peel Off” Mejia (2001)[15]
- Marvin Ottley (2002–2004)[16][17][18]
- Anthony „Willie Bo” Bernard (2005)[19]